# Ippòlita Maria Sforza

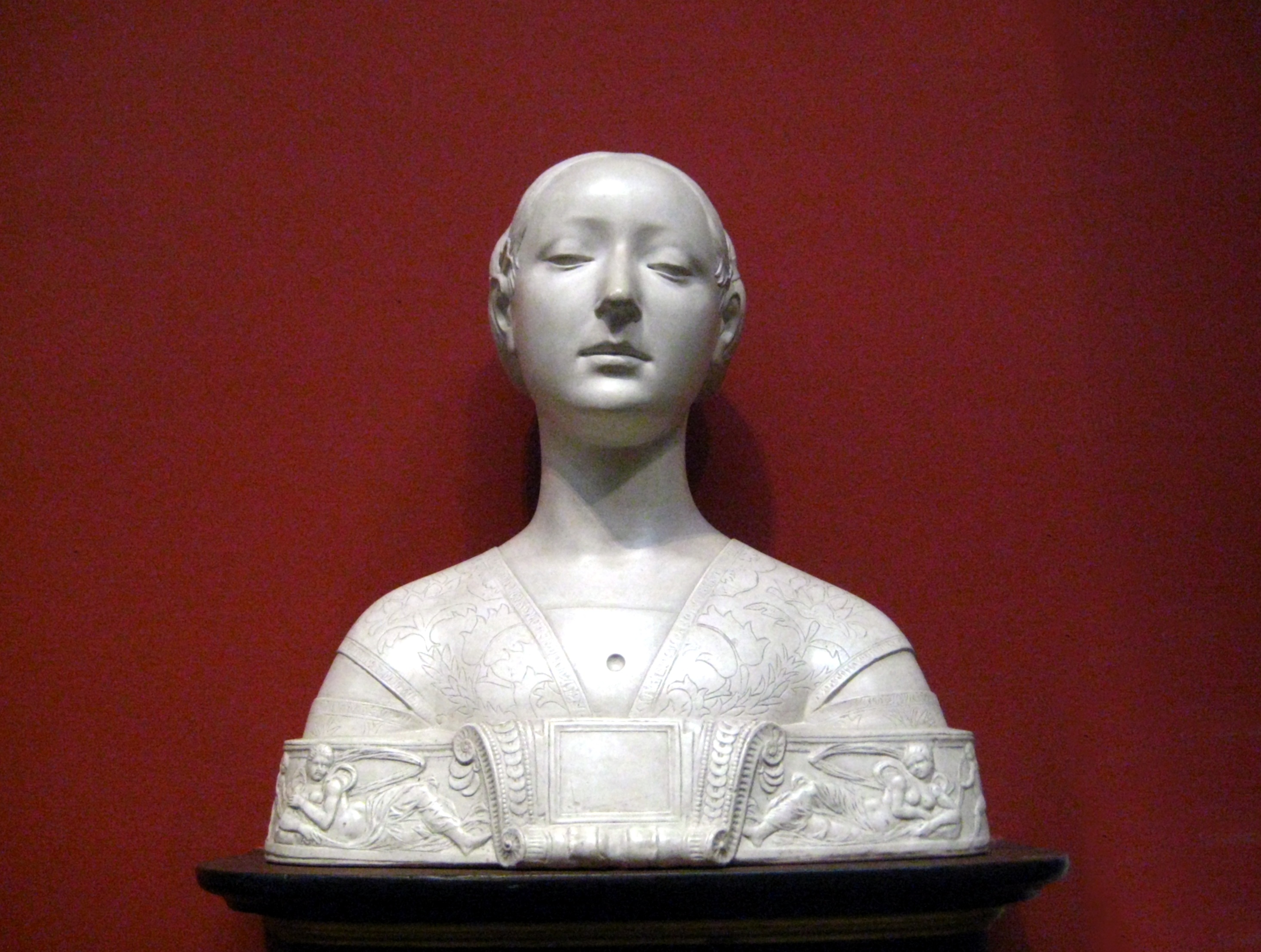
Ippòlita Maria Sforza

Ippòlita Maria Sforza (Cremona, Ducat de Milà 1446 - Nàpols, Regne de Nàpols 1488) fou una princesa milanesa, va ser membre de la Casa de Sforza, una poderosa família italiana de condottieros que va governar el ducat de Milà entre 1450 i 1535. Va ser la primera esposa d'Alfons de Nàpols, duc de Calàbria, que més tard va regnar com a Alfons II de Nàpols.

## Orígens familiars
Va néixer el 18 d'abril de 1446 a la ciutat de Cremona sent la segona filla del duc Francesc I Sforza i Blanca Maria Visconti. Fou neta per línia paterna del condottiero Muzio Sforza i Llúcia da Torsano, i per línia materna de Felip Maria Visconti i la seva amistançada Agnès del Maino. Així mateix fou germana de Galeàs Maria Sforza i Lluís Maria Sforza.
Hipólita va ser una dona molt intel·ligent i culta. Va tenir com a tutor al gramàtic i erudit grec Constantí Lascaris, que li va ensenyar filosofia i grec. Rebia les classes en una escola de palau juntament amb els seus germans. Quan tenia 14 anys va donar un discurs en llatí davant el papa Pius II en la Dieta de Màntua, que es va fer cèlebre quan va circular en forma de manuscrit.
Va escriure nombroses cartes, que s'han publicat a Itàlia en un llibre titulat «Les cartes de Hipólita María Sfroza». També va escriure poesia i una elegia dedicada al seu pare. Morí el 20 d'agost de 1488 a la ciutat de Nàpols.

## Núpcies i descendents
Es casà a la Catedral de Milà el 10 d'octubre de 1465 amb Alfons de Calàbria, fill de Ferran I de Nàpols i Isabel de Chiaramonte i futur rei amb el nom d'Alfons II de Nàpols. D'aquesta unió nasqueren tres fills:
- Ferran II de Nàpols (1469-1496), rei de Nàpols
- Isabel de Nàpols (1470-1524), duquessa de Bari i casada el 1489 amb el seu oncle, el duc Joan Galeàs Sforza
- Pere de Nàpols (1471-1491),[4] príncep de Rossano